# سارا یورت دیتلیوسن
سارا یورت دیتلیوسن (دانمارکی: Sara Hjort Ditlevsen؛ زادهٔ ۲۳ مه ۱۹۸۸) بازیگر و کارگردان فیلم اهل دانمارک است.
از فیلم‌ها یا مجموعه‌های تلویزیونی که وی در آن‌ها نقش داشته‌است، می‌توان به زنی که رؤیای مردی را داشت اشاره نمود.
وی در سال ۲۰۱۳ برندهٔ جایزهٔ بودیل «بهترین بازیگر نقش اول زن» شد.